# Monumento del Guerrero Dorado
El monumento al Guerrero de Oro (también conocido como estatua del Hombre de Oro, estatua del Guerrero de Oro y monumento a la Independencia) es un monumento situado en la plaza de la República de la antigua capital de Kazajistán, Almaty. Celebra la independencia de Kazajistán, la identidad de su pueblo y el papel de la ciudad de Almaty como capital hasta 1997, cuando esta se trasladó a Astana. La estatua, de un guerrero saca de pie sobre un leopardo alado, se alza sobre una columna de 91 pies (27,7 m) de altura.
El diseño del monumento se inspiró en el folclore kazajo, y en el descubrimiento arqueológico, en 1969, de un noble saca o escita de 18 años, enterrado en el siglo II o III a. C. con una armadura de oro junto con un gran tesoro, lo que le valió el apodo de "Hombre de Oro" (en ruso: Zolotoi Chelovek).
La columna está enmarcada con un relieve artístico que describe algunos episodios nacionales de Kazajistán.

## Historia
El 5 de julio de 1994, el presidente y los miembros del Gobierno de la recién formada República emiten una resolución positiva a la construcción de un Monumento a la Independencia de Kazajistán. El 13 de julio de 1995, Resolución del Presidente de la República de Kazajstán N. Nazarbayev "Sobre la construcción del Monumento a la Independencia en Almaty" lo da por inaugurado.
En octubre de 2007, alguien robó una estatua de un libro de bronce anexa al monumento, que contenía la impresión de la palma del presidente de Kazajistán, siguiendo una antigua costumbre kazaja. El libro fue restaurado tres semanas después usando un modelo que quedaba en la Fábrica Kírov, encargada de su construcción. 
En 2019, el Guerrero Dorado que da nombre al monumento fue re-enterrado,esperando a que futuros avances científicos puedaan mejorar el conocimiento sobre el mismo;por ejemplo, se sospecha que podría ser una mujer. Su armadura, sin embargo, sigue en exposición.

## Arquitectura
El complejo se extiende horizontalmente por 180 metros. El centro de la composición es una estela vertical, que imita la orografía de Mangyshlak kulpytas, y mide 28 metros. Está coronada por el "Hombre de Oro" (de 6m de altura), un gobernante que controla un leopardo alado, simbolizando el firme poder estatal en la tierra kazaja. La estela se monta sobre un pedestal semicircular ubicado en el centro de una plataforma pavimentada. La estela fija un punto en el espacio y, al acercarse, su forma dinámica parece ascender hacia el cielo. En la base de la estela están grabadas las palabras (en kazajo y ruso): "El 25 de diciembre de 1990 se proclamó la soberanía estatal de Kazajistán". "El 16 de diciembre de 1991 se proclamó la independencia estatal de Kazajistán".
A los pies de la estela, en el estilóbato, hay un grupo escultórico compuesto por figuras alegóricas del "Sabio del Cielo", "Madre Tierra" y dos niños montando potrillos. Las figuras están colocadas en los cuatro puntos cardinales, simbolizando la llegada de la humedad vital que hace fértil la tierra. Los niños jinetes representan la juventud y el gran futuro de la república. Por otro lado, el padre, la madre y los niños forman una familia, base del estado. Estas figuras están inscritas en un cuadrado, representando estabilidad y fuerza. La columna está enmarcada con adornos de relieves artísticos que describen los eventos históricos de Kazajistán. 
En ambos lados de la estela, en forma de herradura y en círculo, hay 10 bajorrelieves que revelan la historia de Kazajistán desde la antigüedad hasta la actualidad. El número 10 no es casual: según Pitágoras, simboliza prosperidad, bienestar, fortaleza y poder. Estos bajorrelieves no siguen un orden cronológico, sino que son expresiones artísticas y plásticas de los momentos destacados de la historia.

## Galería

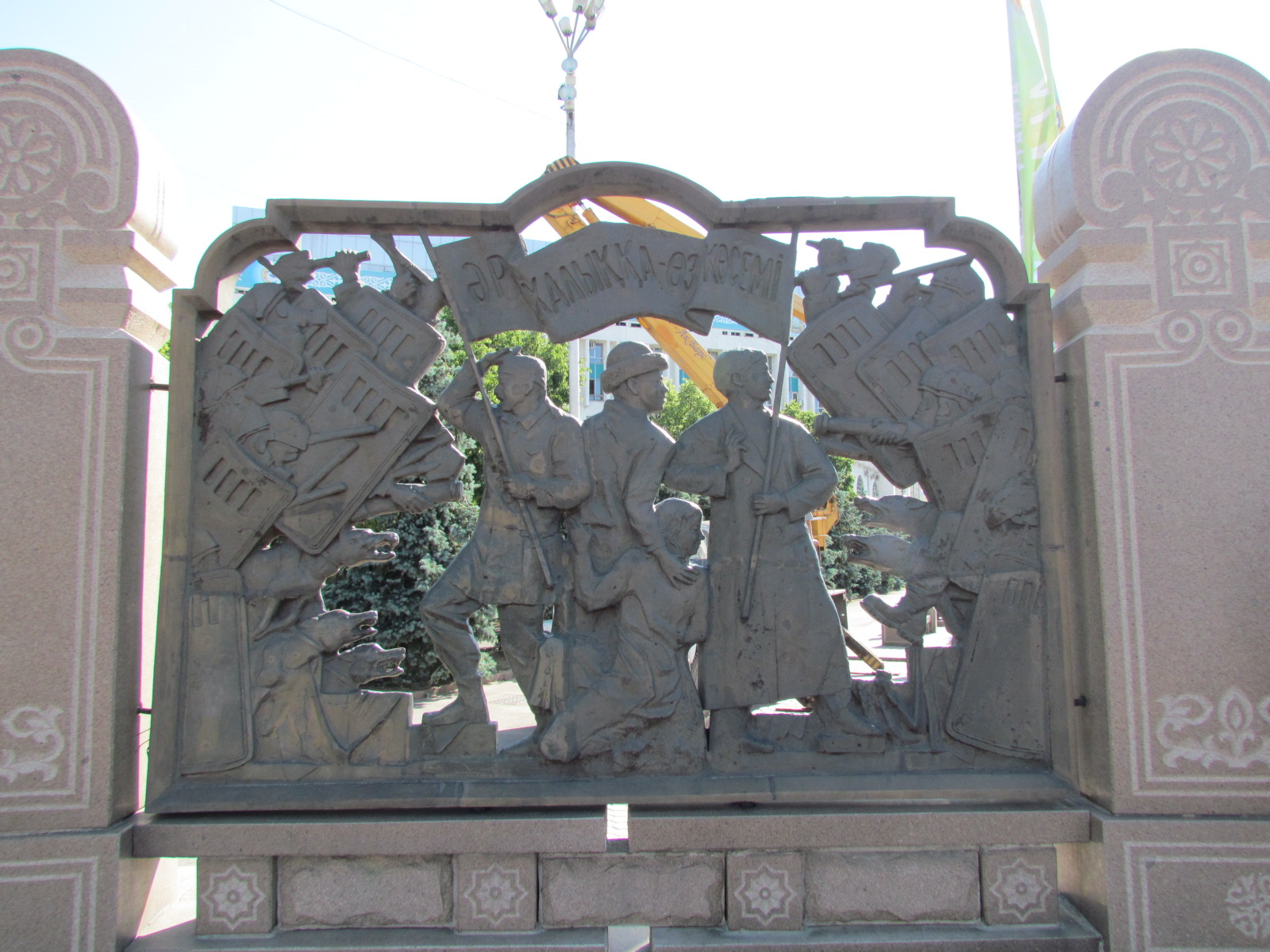
Uno de los diez bajorrelieves que rodean el monumento conmemorativo de los acontecimientos de diciembre de 1986.
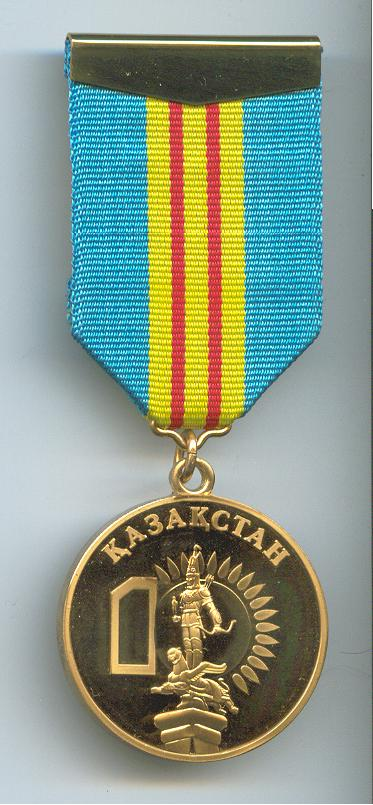
Imagen de la parte superior del monumento en la medalla del jubileo en honor del 10º aniversario de la independencia de la República de Kazajstán.
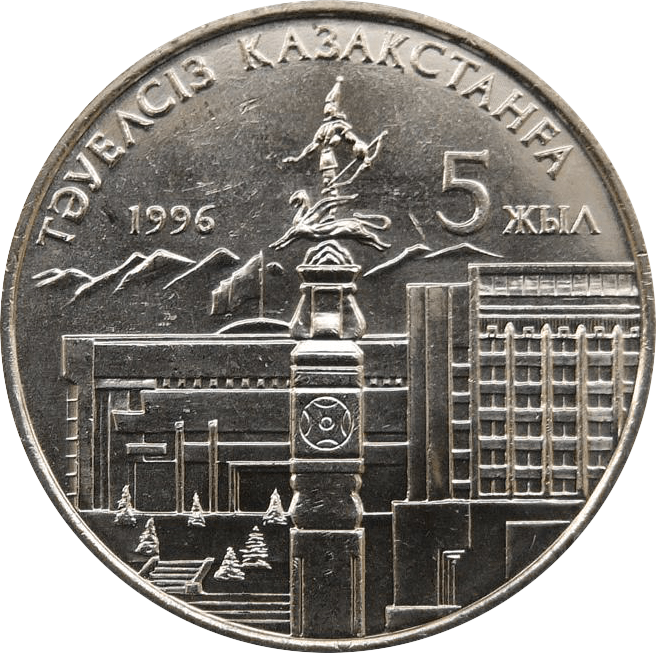
El monumento en una moneda conmemorativa de 20 tenge dedicada al 5º aniversario de la independencia de la República de Kazajstán
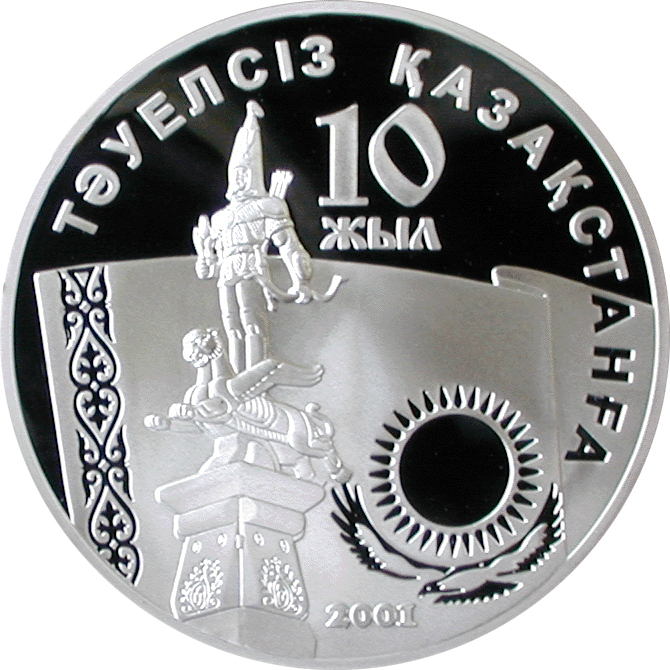
El monumento en una moneda conmemorativa de plata de 500 tenge, dedicada al 10º aniversario de la independencia de la República de Kazajstán